# Stefano Missio
Stefano Missio (Udine, 1º aprile 1972) è un regista italiano di documentari.

## Biografia
Ha studiato cinema alla Sorbona di Parigi e si è diplomato al "Centro Sperimentale di Cinematografia" di Roma; fin dagli esordi si è occupato di film-documentario d'autore. Si è messo in luce nel panorama cinematografico nel 1997 quando presentò Quando l'Italia non era un paese povero, sul lavoro di Joris Ivens, con la partecipazione e testimonianze dei fratelli Taviani, suo mediometraggio d'esordio al Torino Film Festival. L'anno successivo è in concorso nello stesso festival con il cortometraggio Siamo troppo sazi, così come nel 2000 con Scusi, dov'è il Nord Est?. Dal 2000 dirige il portale internet ildocumentario.it, specializzato nella documentaristica. Nel 2006 realizza La repubblica delle trombe, su un gruppo di suonatori di ottoni in un villaggio serbo, presentato al Trento Film Festival. Il suo documentario Che Guevara - Il corpo e il mito, prodotto da ZDF, ARTE, RTE, RTSI e History Channel è stato selezionato da una decina di festival tra cui il Mittelfest, Ischia, Guadalajara, Atene e premiato al Lago Film Festival. Tornato in Francia, realizza il documentario 1789 - 40 anni dopo, sulla storia dello spettacolo "1789", vero "cult" teatrale e la successiva realizzazione e restauro dell'omonimo film francese, sempre per la regia di Ariane Mnouchkine, di cui Missio viene incaricato su precisa richiesta della regista.

## Filmografia
- Quando l'Italia non era un paese povero (1997)
- Siamo troppo sazi - cortometraggio (1998)
- Scusi, dov'è il Nord Est? (2000)
- Gli italiani e gli elettrodomestici - cortometraggio (2001)
- Il ponte - cortometraggio (2005)
- La Repubblica delle Trombe (2006)
- Che Guevara - Il corpo e il mito (2007)
- 1789 - 40 anni dopo (2017)